# Reisstraße
Reisstraße è una frazione di 166 abitanti del comune austriaco di Weißkirchen in Steiermark, nel distretto di Murtal, in Stiria. Già comune autonomo, il 1º gennaio 2015 è stato aggregato a Weißkirchen in Steiermark assieme agli altri comuni soppressi di Eppenstein e Maria Buch-Feistritz.